# Де Мария, Лука
Лука де Мария (итал. Luca De Maria; род. 18 июня 1989, Неаполь) — итальянский гребец, выступавший за национальную сборную Италии по академической гребле в период 2005—2014 годов. Чемпион мира, двукратный чемпион Европы, призёр этапов Кубка мира.

## Биография
Лука де Мария родился 18 июня 1989 года в Неаполе, Италия. Заниматься академической греблей начал в возрасте двенадцати лет в 2001 году, проходил подготовку в клубах Fiamme Oro GS и Posillipo CN.
Впервые заявил о себе на международной арене в сезоне 2005 года, когда вошёл в состав итальянской национальной сборной и побывал на чемпионате мира среди юниоров в Бранденбурге, откуда привёз награду серебряного достоинства, выигранную в распашных двойках без рулевого. Год спустя на юниорском мировом первенстве в Амстердаме стал бронзовым призёром в зачёте восьмёрок. Ещё через год на аналогичных соревнованиях в Пекине занял в той же дисциплине четвёртое место, немного не дотянув до призовых позиций.
В 2010 году в четвёрках безрульных лёгкого веса получил серебряную медаль на молодёжном чемпионате мира в Бресте, тогда как на взрослом чемпионате Европы в Монтемор-у-Велью одержал победу в восьмёрках. При этом на взрослом чемпионате мира в Гамильтоне взял бронзу.
В 2011 году получил бронзу в двойках безрульных лёгкого веса на этапах Кубка мира в Мюнхене и Люцерне, одержал победу в четвёрках на молодёжном мировом первенстве в Амстердаме, в двойках стал серебряным призёром взрослого первенства мира в Бледе.
Одержал победу в безрульных лёгких двойках на чемпионате мира 2012 года в Пловдиве, был лучшим в четвёрках на домашнем чемпионате Европы в Варесе.
Последний раз показывал сколько-нибудь значимые результаты на международном уровне в сезоне 2014 года, когда завоевал серебряную медаль в программе восьмёрок лёгкого веса на чемпионате мира в Амстердаме. Вскоре по окончании этих соревнований принял решение завершить карьеру профессионального спортсмена.